# Allan Snyder
Allan "Whitey" Snyder (7 de agosto de 1914 — 16 de abril de 1994) foi um maquiador estadunidense. Ele é mais lembrado como o maquiador pessoal de Marilyn Monroe.

## Carreira
Snyder teve uma carreira longa e imensamente bem-sucedida como maquiador de filmes, começando em 1948, como maquiador assistente no filme As Muralhas de Jericó.
Whitey Snyder foi a maquiador de Marilyn Monroe ao longo de sua carreira: desde seu primeiro teste de tela na Twentieth Century Fox em 1946 até sua maquiagem no dia de seu funeral, em 1962. 
Ele foi quatro vezes nomeado para o Primetime Emmy Awards de Melhor Maquiagem. Uma das indicações foi por seu trabalho em 1978 por Os Pioneiros. Seu último projeto foi a série de televisão de 1984, O homem que veio do céu, na qual ele trabalhou até 1987.